# Ray Dalio
Raymond Dalio, detto Ray (New York, 8 agosto 1949), è un imprenditore statunitense, fondatore di Bridgewater Associates, il più grande hedge fund del mondo. Nel giugno 2019 è, secondo Bloomberg, la 58a persona più ricca del mondo. La sua fortuna personale è stimata da Forbes nel gennaio 2020 in 18,7 miliardi di dollari. Fra le altre cose, è famoso per essere autore del All weather portfolio, una innovativa filosofia di investimenti.

## Biografia
Raymond Dalio nasce nel quartiere di Jackson Heights, nel distretto di Queens, a New York City. È figlio unico di un musicista jazz italoamericano, Marino Dallolio (1911-2002), che "suonava il clarinetto e il sassofono nei jazz club di Manhattan come il Copacabana", e di Ann, casalinga. Cresce a Long Island dove frequenta una scuola pubblica ma allo studio preferisce guadagnare qualcosa facendo il portamazze in un golf club frequentato da numerosi finanzieri di Wall Street. Grazie ad uno di loro investe in Borsa a soli 12 anni comprando azioni della Northeast Airlines per 300 dollari e triplicando l'investimento dopo che la compagnia aerea si fonde con un'altra società. A 18 anni ha già un portafoglio di azioni del valore di alcune migliaia di dollari. 
Si laurea in finanza presso la Long Island University, quindi prende un MBA presso la Harvard Business School. Comincia a lavorare in una società di brokeraggio da dove viene licenziato per avere dato tra l'altro un pugno in faccia al suo capo. Quindi si occupa di materie prime presso Dominick & Dominick LLC. Nel 1974 fa il broker di futures presso Shearson Hayden Stone. 
Nel 1975 fonda nel suo appartamento di due stanze a Manhattan la Bridgewater Associates, società di gestione degli investimenti indirizzandosi sempre più verso quelli più rischiosi. Nel 1981 apre un ufficio a Westport, nel Connecticut. Quattro anni più tardi, nel 1985, si reca per la prima volta in Cina rimanendone affascinato al punto da ritornarvi spesso e studiare profondamente il sistema e la cultura cinesi, traendone alcune regole di vita che applicherà in azienda definendo unica la cultura di Bridgewater e che i dipendenti dovranno seguire.
Nel 2005 la società, che opera su tutte le piazze finanziarie, dall'oro allo yen, utilizzando l'analisi quantitativa e algoritmi, è tra i maggiori hedge fund del mondo con un patrimonio in gestione che nell'ottobre 2017 sarà di 160 miliardi di dollari. Nel 2007 Bridgewater prevede in anticipo la crisi finanziaria che scoppierà nel 2008 nel mondo a causa dei problemi legati al mercato dei mutui; è così una delle poche società a guadagnare mentre andranno in grande difficoltà e poi falliranno banche d'affari come Bear Stearns e Lehman Brothers. Sempre nel 2008 Dalio pubblica un saggio ("Come funziona la macchina economica, un modello per capire cosa sta succedendo adesso") spiegando il suo modello per la crisi economica. Il suo fondo principale, Pure Alpha, investe dal 1991 sui macro-trend rendendo in media l'11,9% l'anno di fronte al 9,5% dell'indice azionario S&P500.
Nel 2011 Dalio pubblica un libro di 123 pagine chiamato "Principles: Life Work", in cui delinea in oltre 200 "principi" la sua logica e filosofia personale per gli investimenti. Sempre nel 2011 (e anche nel 2012) entra nell'elenco di Bloomberg Markets come una delle 50 persone più influenti, nel 2012 appare nella lista annuale del Time 100 tra le 100 persone più influenti nel mondo.
In quel periodo Dalio avvia anche una ristrutturazione a livello aziendale mantenendo la carica di presidente e di co-Ceo. Nel marzo 2017 si dimette dalla carica di co-Ceo mantenendo quella di presidente e co-responsabile degli investimenti. 
Nel 2017 scommette al ribasso contro l'Italia, speculando su alcune blue chip (Generali, Enel, Eni) e su varie banche (tra cui UniCredit e Intesa Sanpaolo). Crede sempre nella Cina, dove è tra i pochi a poter operare direttamente sul mercato finanziario cinese: dopo avere già ottenuto di gestire i miliardi all'estero delle istituzioni di Pechino, ha lanciato un grande fondo "Made in China" indirizzato agli investitori cinesi e internazionali.
Nel luglio 2019 Dalio ha chiesto una riforma del capitalismo descrivendo la disuguaglianza di ricchezza come un'emergenza nazionale. Nel novembre 2019 ha pubblicato un post sul blog in cui affermava che il capitale in eccesso, le responsabilità sociali non finanziate e i deficit del governo hanno creato una ricetta per il disastro, quella che ha definito un "cambio di paradigma".

## Vita privata
Dalio risiede con sua moglie Barbara (sposata nel 1976/77 ed erede di due blasonate famiglie newyorchesi, i Vanderbilt e i Whitney) a Greenwich, nel Connecticut. Pratica la meditazione trascendentale e la coppia ha quattro figli, Devon, Paul, Matthew e Mark. Il figlio maggiore, Devon, è morto in un incidente automobilistico nel 2020 a 42 anni. Paul, il secondo figlio, è un regista. Matthew "Matt", il terzo figlio, è fondatore e presidente della China Care Foundation, un'organizzazione no-profit che cerca di aiutare gli orfani cinesi e co-fondatore e CEO di Endless Mobile, Inc., una società di computer.

## Opere
- Principles: Life & Work, Simmon & Schuster, 2017, ISBN 978-1-5082-4324-3.
- I principi per capire le grandi crisi del debito, 2020, Hoepli, ISBN 978 88 203 9455 4